# 李漱清
李漱清（1874年—1957年），湖南省长沙府湘潭县人，毕业于湘潭师范学校、长沙政法专科学院，湖南知名教育家。

## 生平
1874年，李漱清出生在湖南省长沙府湘潭县。
1907年到1908年，李漱清毕业回到家乡担任李氏族校的老师，毛泽东辍学在家务农，休息季节就找李漱清畅谈天下大事。李漱清给了毛泽东一本《论中国有被列强瓜分之危险》，开篇就说“呜呼！中国其将亡矣！”
1925年2月，毛泽东从上海回到韶山发起农民运动，李漱清主动提供帮助，其儿子李耿侯则当了毛泽东的秘书。8月，毛泽东到广州，当了中国国民党中央宣传部代理部长，负责编纂《政治周报》，毛泽东邀请李漱清去广州帮忙。
1951年9月26日，毛泽东、张干、罗元鲲、李漱清等受到毛泽东的邀请游玩北京故宫、中南海等，并且合影留念，李漱清回长沙的时候，毛泽东送了他制服、呢子大衣、旧人民币100万、《毛泽东选集》第一卷。
1952年11月，李漱清被湖南省人民政府聘用，当了湖南省文物管理委员会委员、湖南省文史馆馆员。
1957年12月，李漱清病逝在老家湘潭。